# امی والتر

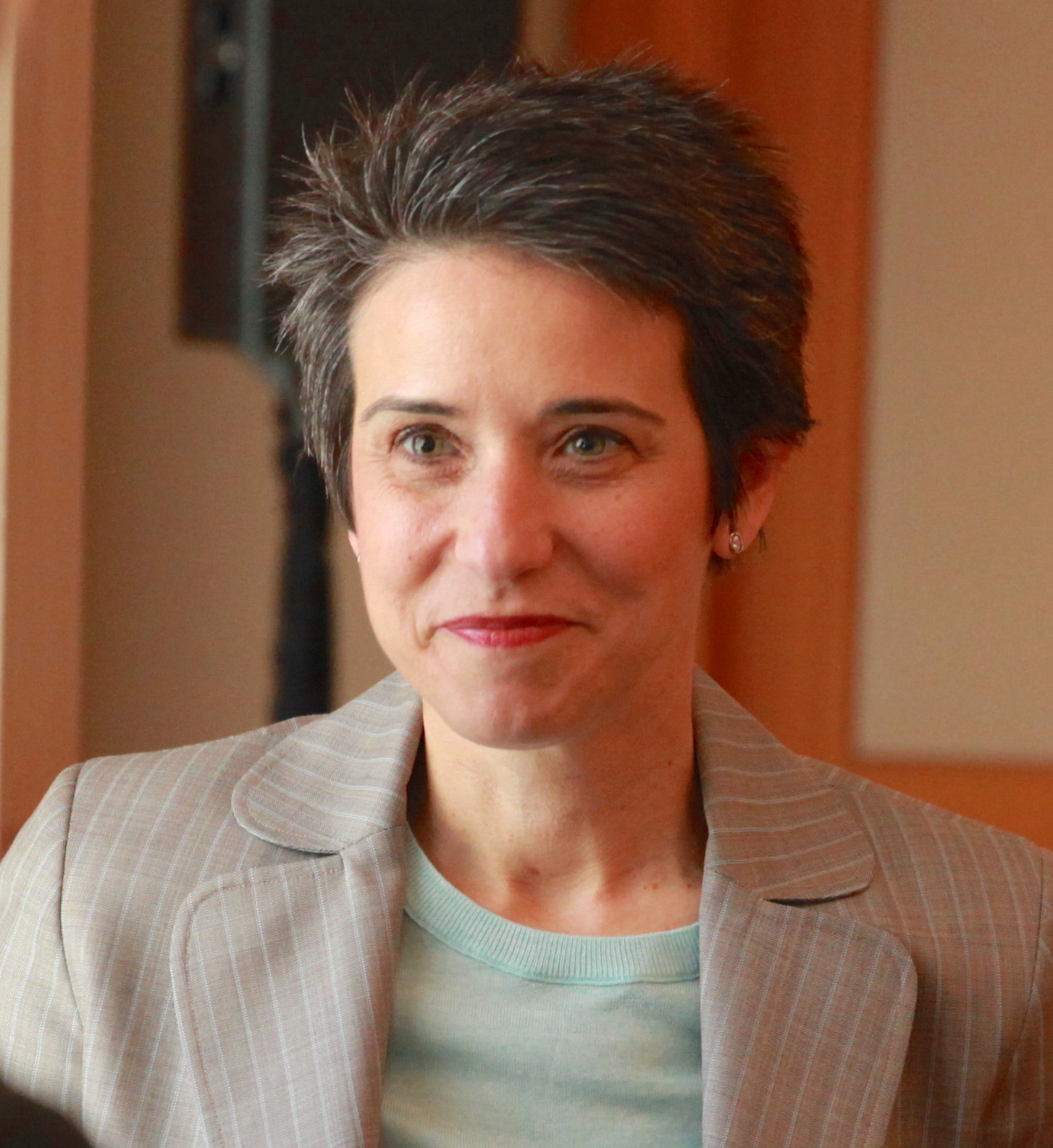
امی والتر ۲۰۱۶

امی والتر آمریکایی و تحلیلگر سیاسی در حال حاضر در خدمت به عنوان ملی سردبیر طبخ سیاسی گزارش. قبل از این او به عنوان مدیر سیاسی از ABC Newsمستقر در واشینگتن، DC.

## آموزش و پرورش
والتر فارغ‌التحصیل آثار ممتاز از کالج Colby و در حال حاضر نشسته در آن هیئت امنا.

## حرفه‌ای
والتر مشغول به کار در آشپز سیاسی گزارش از سال ۱۹۹۷ تا ۲۰۰۷. در طول این زمان او به عنوان سردبیر ارشد، پوشش , ایالات متحده آمریکا مجلس نمایندگاناست. او همچنین به عنوان سردبیر در ملی مجله' خط.
والتر کار شده است در برجسته واشینگتن پستاز وال استریت ژورنالو نیویورک تایمز. او نیز برجسته شده است در پخش برنامه‌های متعدد اخیراً گوئن Ifil's واشینگتن در هفتههای چهره ملت (CBS), PBS Newshour (PBS), فاکس نیوز یکشنبه با کریس والاسهای Andrea Mitchell گزارش (MSNBC) روزانه مختصر و مفید (MSNBC) کریس ماتیوز نشان می‌دهد (MSNBC) و دیدار با مطبوعات (MSNBC).
والتر نیز بخشی از امیبرنده تابناک انتخابات، پوشش تیم در سال ۲۰۰۶. او دریافت کننده واشینگتن پست's توپ کریستال و جایزه تلقی شده است توسط واشینگتن magazine یکی از بالا ۵۰ روزنامه نگاران است.

## زندگی شخصی
او ازدواج او بلند-زمان شریک کاترین هامدر سال ۲۰۱۳ است.

## جوایز
- 2009 DC «بالا ۵۰ روزنامه نگاران» توسط Washingtonian Magazine
- واشینگتن پست توپ کریستال جایزه برای او نقطه-در انتخابات پیش بینی‌ها در سال ۲۰۰۰.